# Pêche à pied
Pour les articles homonymes, voir Pêche.

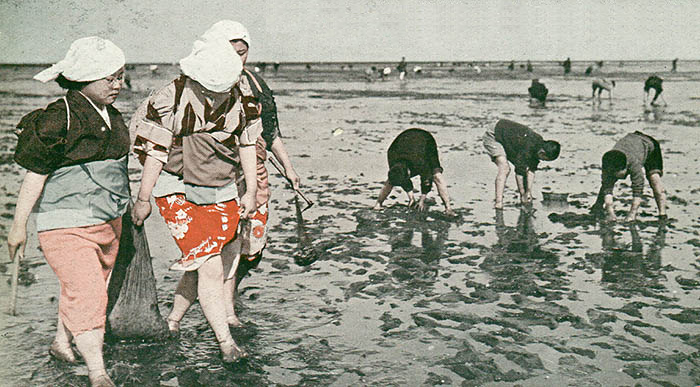
Pêche de coquillages, Japon 1937

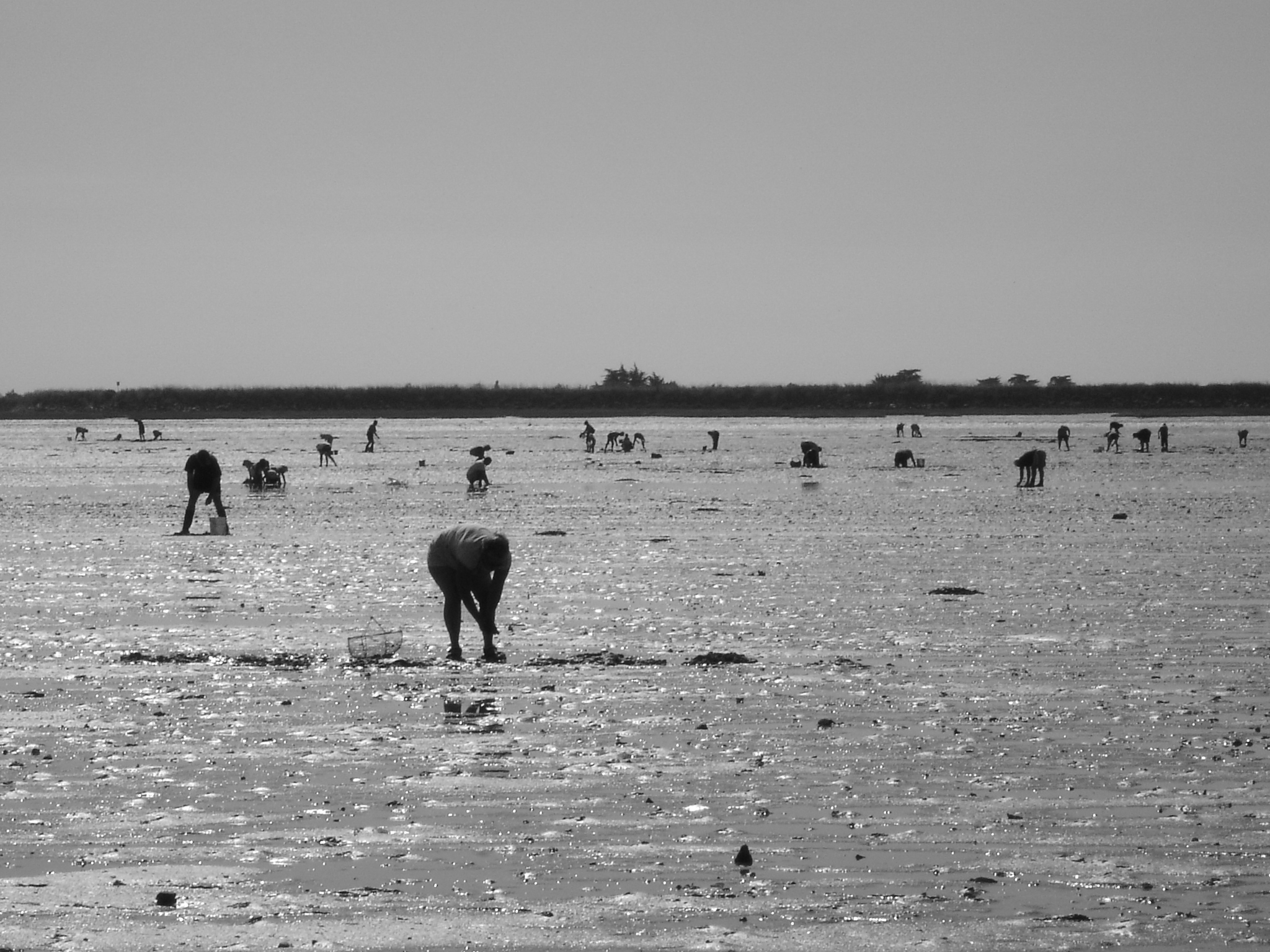
Pêche à pied au Passage du Gois.

La pêche à pied, ou parfois rocaille, est un type de pêche qui se pratique en bord de mer, principalement à marée basse ou en eau peu profonde (lagons). Elle consiste en la capture, à la main ou à l'aide d'outils, de crustacés ou de mollusques, ou à la prise, à l'aide d'un harpon ou d'une foëne, de poissons. Elle est pratiquée, de façon ancestrale, pour la consommation humaine.

## Historique
La pêche à pied est une activité pratiquée, de façon ancienne, par les habitants de sociétés littorales. La présence d'amas coquilliers, étudiés et datés, permet d'estimer que cette activité remonte à la Préhistoire. C'est une activité dépendante du phénomène de la marée car la cueillette est pratiquée lorsque l'estran est dégagé. Avant d'être un loisir, la pêche à pied avait une vocation utilitaire, cette activité permettait de se procurer de quoi manger pour les habitants des zones côtières qu'ils soient ouvriers, paysans, ou marins etc. cette activité de subsistance, concernait surtout les femmes. Les coquillages ainsi ramassés pouvaient aussi servir d'appât pour pécher du poisson, être utilisés comme objets de parure, ou bien servir de teinture, comme c'est le cas par exemple de la couleur pourpre.
Comme activité de loisir, telle que pratiquée de nos jours, la pêche à pied apparaît avant la mode des bains de mer au XIXe siècle et se démocratise au cours du XXe siècle avec les congés payés, notamment.

### À la Préhistoire
Des fouilles datant du paléolithique ancien permettent d'attester que poissons, crustacés et coquillages sont pêchés à l'aide d'une pique ou ramassés à mains nues. Ils constituent alors une nourriture d'appoint qui se consomme crue. À compter du paléolithique supérieur, l'exploitation se déroule de façon plus technique et les populations côtières ramassent coquillages et crustacés de façon plus régulière.
Des fouilles datant du néolithique présentent des amoncellements de coquillages et d'ossements sur plusieurs centaines de mètres de longueur. Coquillages, moules, patelles, huîtres et bigorneaux sont consommés et les coquilles servent d'outils, de parures ou de monnaie d'échange. Les coquillages étaient récoltés dans le sable ou la vase par les femmes et les enfants tandis que les hommes pêchaient les poissons plats dans l'estran au moyen d'une pointe acérée.

### Dans l'Antiquité
Chez les Grecs anciens, les coquillages sont une part de l'économie locale : le murex, en particulier, est un mollusque précieux qui sécrète la pourpre, une teinture prisée constituant une activité lucrative, à l'instar de l'aplysie et la janthine, mollusques fournissant la couleur violette.
Pour les Romains, coquillages et crustacés sont considérés comme des mets de choix. Comme attesté par de nombreuses représentations sur des mosaïques, buccins, moules, murex, peignes de mer, pétoncles, palourdes, pourpres, praires et huîtres sont appréciés crus ou cuits. Les coquillages les plus recherchés proviennent à cette époque du lac Lucrin et de Bretagne.

### AuXVIIIesiècle
Dans le Traité des pesches d'Henri-Louis Duhamel Dumonceau sont décrits plusieurs procédés de pêche à pied. La technique de la pêche à l'aide d'un truble, notamment, pratiquée par les « femmes et les filles » à l'île de Ré, y est détaillée. De même que la pêche à l'aide d'un bouteux, à Vannes, ou la pêche à pied des poissons dans la vase, à Narbonne.

### AuXXesiècle
Au XXe siècle, la pêche à pied devient plus une activité de loisir et détente qu'un moyen de subsistance.
Parmi les populations littorales, le nombre de professionnels de la pêche à pied se raréfie. En France, par exemple, dans la baie du Mont-Saint-Michel, très peu de professionnels subsistent dans les années 2000 alors qu'ils étaient encore nombreux avant les années 1970.
Comme activité de loisir, une étude sur la fréquentation en juillet et août des zones de pêche à pied sur le littoral Atlantique français, cofinancée par l'Ifremer et l'Agence de l'eau Loire-Bretagne et menée en 1997 entre la baie du Mont-Saint-Michel et la pointe de Châtelaillon, en Charente-Maritime, a notamment permis de répertorier 98 gisements fréquentés par plus de 100 pêcheurs, dont 61 par 100 à 250 personnes, 23 par 251 à 500 personnes et 14 par plus de 500 personnes. Au total, 28000 pêcheurs à pied ont ainsi pratiqué sur des gisements très fréquentés et 7500 sur des gisements moins fréquentés.
En 1999, une étude auprès des habitants de la zone littorale touchée par la marée noire de l'Erika, menée par l'Inra, expose que plus d'un tiers de la population locale se consacre occasionnellement à la pêche à pied de loisir.

## Produits de la pêche
La pêche à pied concerne surtout les coquillages, à savoir : les bigorneaux, les huîtres, les moules, les coques, les palourdes, les tellines, les patelles, les praires et les couteaux. Mais peut aussi concerner des crustacés tels que les homards, les crabes, les étrilles.

## Types de pêche à pied
La pêche à pied dépend principalement du type de plage rencontré.

### Plages de sable
Les méthodes les plus courantes sont souvent les plus simples, en utilisant des outils de type râteau pour déterrer les coquillages enfouis durant la marée haute (palourdes, couteaux).
Pour les crevettes le pêcheur ira dans l'eau (« au flot ») en utilisant une épuisette. Dans ce cas la forme pousseux sera privilégiée, du fait de l'absence d'obstacles pour racler le fond.

### Plages de rochers

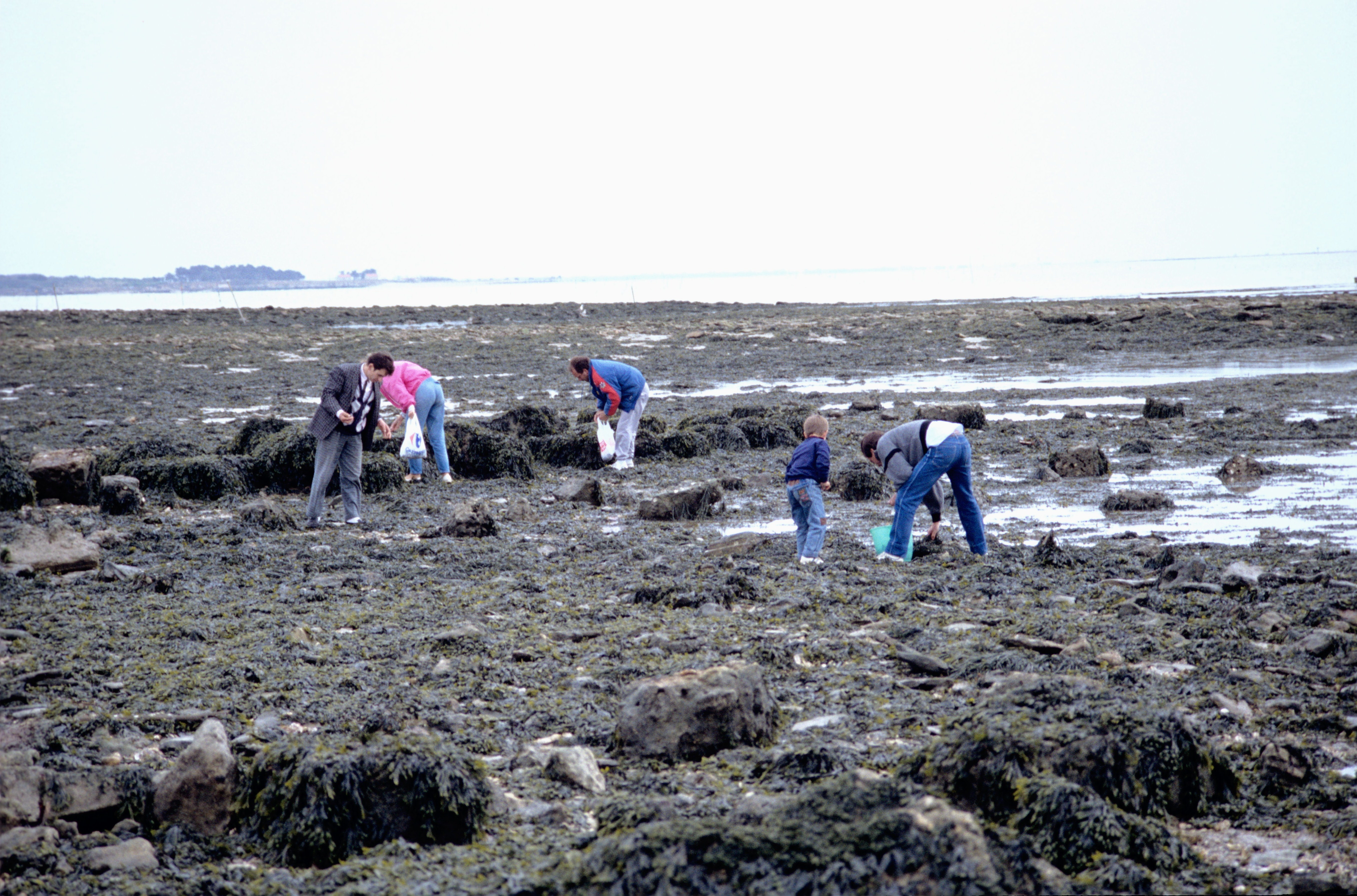
Pêcheurs à pied à la pointe de La Fumée (Charente-Maritime)

Dans les zones découvertes à marée basse, il est possible de ramasser directement à la main des coquillages fixés sur les rochers comme les moules, bigorneaux et bulots.
Il est également possible de fouiller les rochers à la recherche de crustacés, notamment d'étrilles, tourteaux, homards, etc. Pour cela, il s'agira de retourner les rochers de petite taille, ou de chercher dans les anfractuosités à la main ou l'aide d'un crochet métallique. Ce type de méthodes est parfois appelé « tâte ».
Enfin, la pêche à la crevette est possible dans les trous d'eau formés dans les rochers après que la mer s'est retirée à l'aide de petites épuisettes.
Cette méthode permet au pêcheur de ne pas avoir à subir les vagues et à s'équiper plus lourdement (cuissardes), l'eau dépassant rarement les 30 à 40 cm dans ces trous d'eau. En revanche cette méthode ne permet pas de pêcher de grandes quantités, c'est pourquoi elle est surtout pratiquée pour le plaisir, plus que pour le rendement.

## Sujet d'étude en sciences sociales
La pêche à pied est un sujet d'étude dans les sciences sociales, car c'est une activité soumise à des menaces anthropiques telles que les pollutions et les aménagements. Certaines pratiques des pêcheurs telles que le non-respect des tailles, des quotas, l'utilisation d'outils ravageurs peuvent être considérées comme une dégradation pour la ressource. De même, le renversement des rochers peut provoquer jusqu’à 70 % de perte de biodiversité, sachant qu'une roche d'estran abrite en moyenne 80 espèces visibles à l'œil nu[réf. nécessaire].

## En France

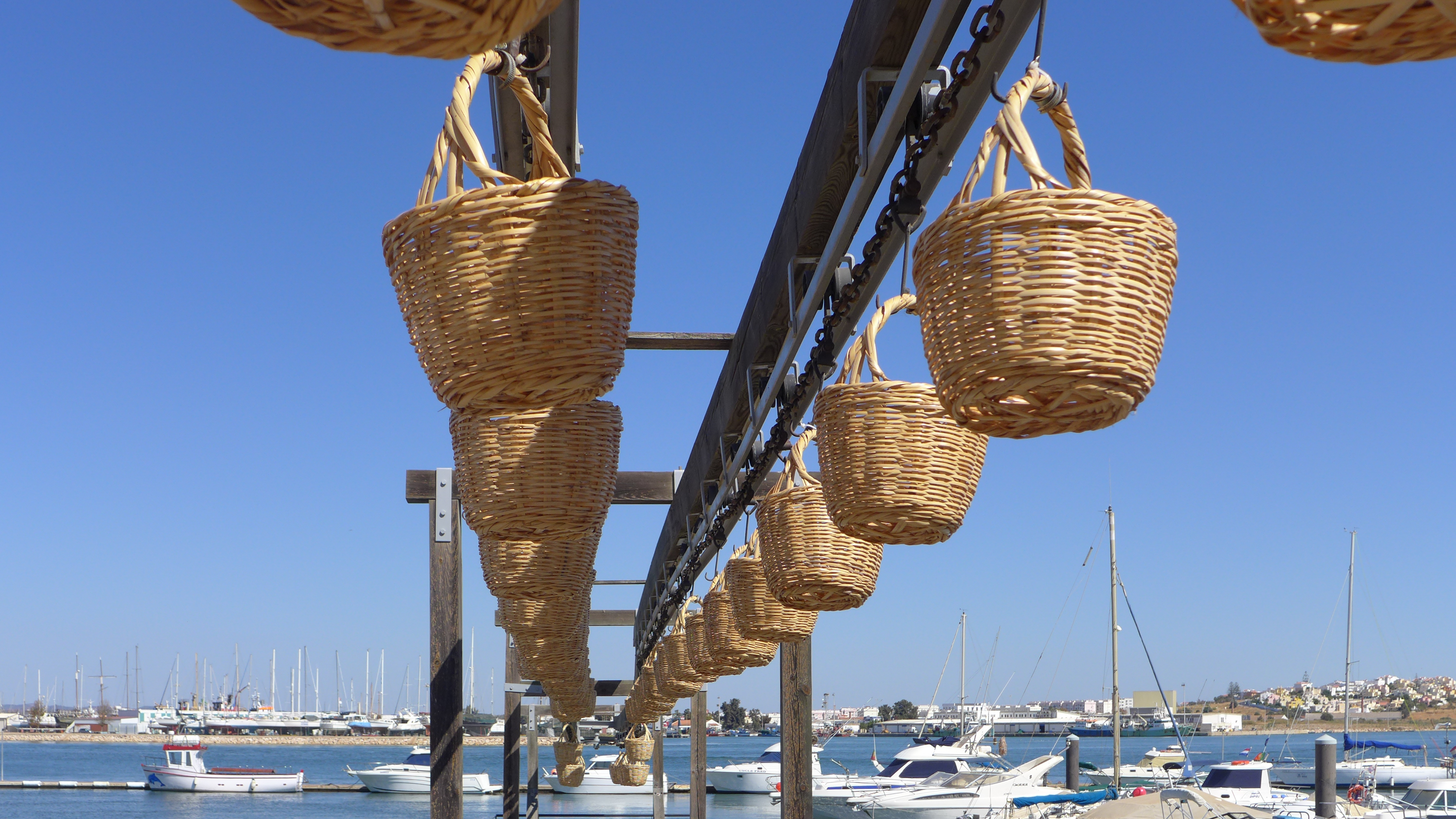
Le panier de pêche

### Chiffres
En 2005, une étude de l’institut BVA commandée par la Confédération nationale de la plaisance et de la pêche en mer (CNPPM), consacrée à la pêche récréative et sportive, permet de dresser un état des lieux concernant la pêche à pied de loisir en France : 
- un à deux millions de personnes pêchent à pied ;
- les coquillages les plus pêchés sont la moule, la coque, la palourde et la praire ;
- les crustacés les plus plus pêchés sont le tourteau, l'araignée, l'étrille et le homard ;
- l'impact économique lié à l'activité de pêche de loisir, toutes techniques confondues, est estimé à cinq milliards d'euros[14].

En 2008, une nouvelle étude menée par BVA pour l’IFREMER estime à près de 2 millions le nombre de Français qui pratiquent ce loisir chaque année, de manière occasionnelle ou plus régulière.

### Règlementation et enjeux
Le principal texte qui régit aujourd'hui la pêche sur la plage et l'estran est la loi littoral du 3 janvier 1986, qui précise que les plages peuvent être utilisées de façon libre et gratuite. Cette disposition figure également dans le Code de l'environnement. La pêche à pied est cependant une liberté qui doit s'exercer le respect des règles juridiques encadrant le domaine public maritime.
Cette liberté se trouve aujourd'hui confrontée à de nouveaux enjeux : les pollutions côtières, la raréfaction de la ressource halieutique. C'est pourquoi la problématique de la protection de la ressource se pose comme une priorité, ce qui peut nuire au principe de liberté initialement formulé. Cette préoccupation est ancienne. L’ordonnance Colbert de 1681, aujourd'hui abrogée, est un des premiers documents écrit qui fixe des mesures de protection de la ressource halieutique.
A cela s'ajoute le fait que cette activité évolue avec le développement du tourisme balnéaire depuis le XXe siècle. Aussi, la pratique de la pêche à pied est soumise à un certain nombre de réglementations qui définissent de nouvelles conditions techniques : taille et poids minimal des animaux récoltés par exemple, mais aussi les périodes et les zones autorisées pour des raisons écologiques et sanitaires.
Lors des grandes marées, les zones découvertes à marée basse l'étant beaucoup moins souvent que lors des marées normales, la population de crustacés est nettement plus importante. Ces événements attirent en règle générale un grand nombre de pêcheurs à pied. Ce déferlement de pêcheurs occasionnels à ce moment fragilise la ressource en créant des dégâts important dans les gisements.

## Réemploi dans la culture populaire

Pêcheuses d'huîtres à Cancale, tableau de John Singer Sargent (1878)

La pêche a pied a inspiré des productions de culture populaire, comme une chanson, intitulée : À la pêche aux moules, chanson traditionnelle de Saintonge.
De même, de nombreux peintres ont immortalisé des scènes de pêche à pied au XIXe siècle. Par exemple, les tableaux du peintre américain John Singer Sargent ou du peintre français Augustin Feyen-Perrin, sur le littoral de la baie de Cancale en Ille et Vilaine.